# دیزمار مرکزی
دهستان دیزمار مرکزی یک دهستان (دهستان) در منطقه خاروانا، شهرستان ورزقان، استان آذربایجان شرقی، ایران است. بر اساس سرشماری سال ۲۰۰۶، جمعیت آن ۲۶۳۲ نفر در ۶۳۳ خانوار بوده‌است. دهستان دارای ۱۷ روستا است.